# Hajoran (Sungai Kanan)
Hajoran is een bestuurslaag in het regentschap Labuhan Batu Selatan van de provincie Noord-Sumatra, Indonesië. Hajoran telt 4737 inwoners (volkstelling 2010).